# Мала Південна залізниця

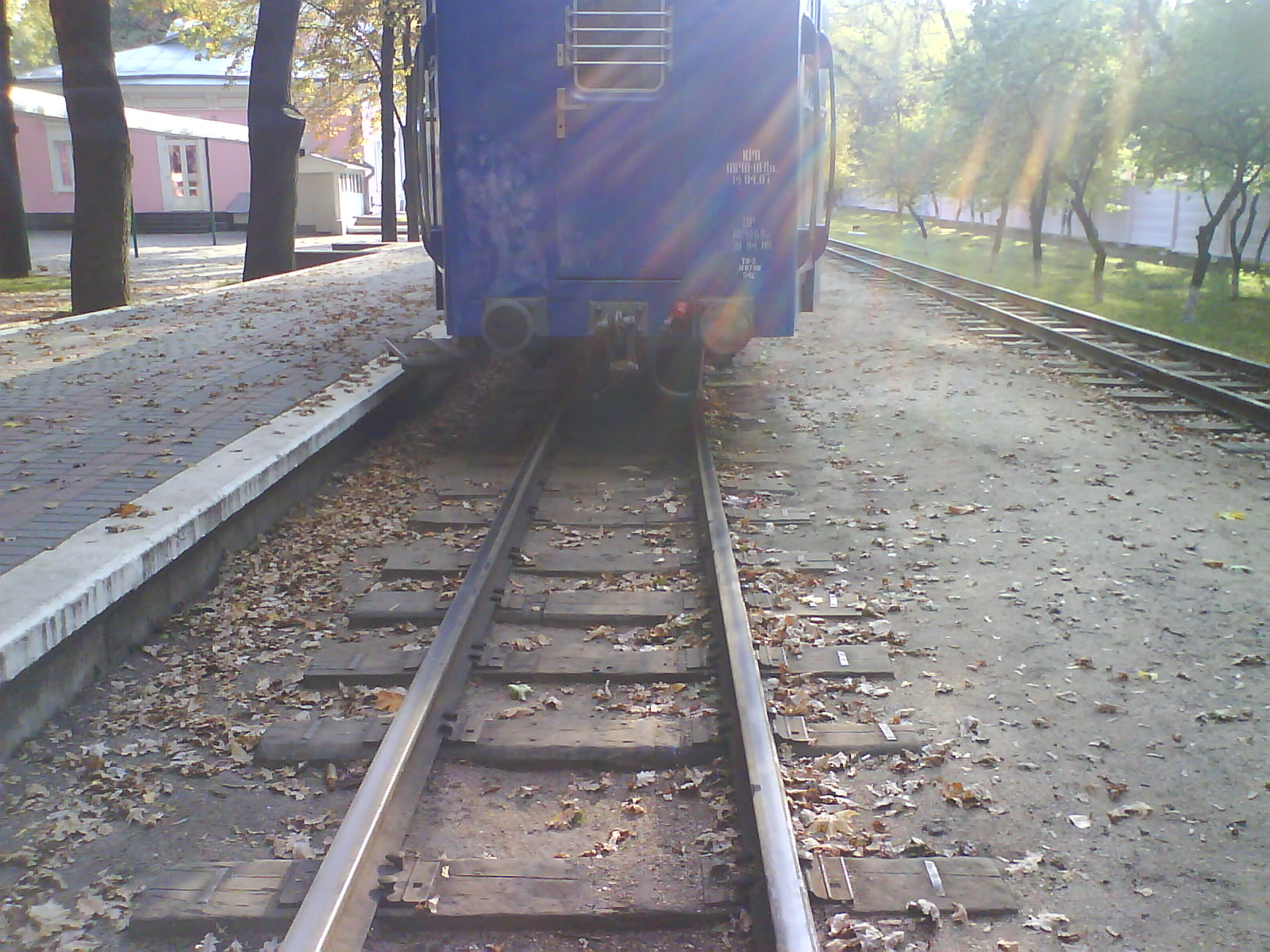

Мала́ Півде́нна залізн́иця (МП, Мала Південна) — дитячо-юнацький підрозділ Південної залізниці України, вузькоколійна залізниця, розташована у Харкові. Мета роботи підрозділу — виховання молодих залізничників, навчання їх теорії та практики функціонування залізничного господарства, а також їх подальша профорієнтація. Також Мала Південна займається перевезенням пасажирів — дітей та дорослих.

## Розташування
Вузькоколійна залізниця розташована у лісопарковій частині міста Харкова: між Центральним парком культури та відпочинку та Лісопарком.

## Історія

### Будівництво та відкриття
Після відкриття у 1935 році Тифліської дитячої залізниці, в СРСР почався рух щодо проєктування та побудову дитячих залізниць у найбільших містах.
У 1936 році лабораторія залізничного моделізму при Харківському Палаці піонерів почала розробляти проєкт дитячої залізниці у Харкові.
Було запропоновано кілька варіантів, але врешті був затверджений зовсім інший варіант, який передбачав будівництво дитячої залізниці на північній околиці міста у лісопарковій зоні.
Дорога була побудована у 1940 році, і відкрита 8 листопада того ж року за ініціативи комсомольців Південної залізниці та Харківського інституту інженерів залізничного транспорту. Будівля вокзалу головної станції «Парк» була побудована за проєктом архітектора Євгена Лимаря. Було побудовано також паровозне депо, мости та інші технічні споруди. Довжина залізниці склала всього 1500 м. Експлуатувався паровоз «ЮП» та кілька пасажирських вагонів. Проте, залізниця пропрацювала лише кілька місяців, оскільки війна дійшла до Харкова.

### Роки окупації
У роки німецької окупації Харкова (жовтень 1941 — серпень 1943 рр.) дитяча залізниця була зруйнована: було пошкоджено та зруйновано усі будівлі, а з рухомого складу залишилася основа одного вагону. Після повернення Харкова до складу СРСР почалась відбудова міста.

### 1945—1950-ті
Рішення про початок відбудови дитячої залізниці було прийнято у липні 1945 року, причому було вирішити подовжити експлуатаційну довжину на 2 км.
До липня 1945 року було відремонтовано будівлю вокзалу, побудоване тимчасове паровозне депо, укладений новий шлях. Паровоз югославського виробництва Yu83-040 (завод «Будапешт», 1929 р. для дитячої залізниці передала Кишинівська залізниця з депо Ізмаїл. Паровоз було перейменовано на ЛК-83-01 (на честь Лазаря Кагановича).
5 серпня 1945 року введена в експлуатацію перша черга відновленої Малої Південної залізниці, яка працювала до 8 листопада, після чого було покращено якість рейкового шляху. Рухомий склад поповнився двохосьовим критим вантажним (багажним) вагоном 1910 року випуску, який досі стоїть на тупиковій колії на станції «Парк». Наприкінці 1940-х років залізниця отримала ще один паровоз серії 159, який отримав найменування ЛК-159-02, а також 6 нових чотиривісних пасажирських вагони.
Існувала ідея подовжити до 1 червня 1950 року залізницю далі на північ і побудувати станцію «Комсомольське озеро», але вона не була здійснена. Знову вона обговорювалася у 1980-х та на початку 2000-х років, проте вона залишилася лише ідеєю.
1950 року відбулась модернізація дитячої залізниці — локомотиви були оснащені двостороннім локомотивним радіозв'язком. Наступного року югославський паровоз ЛК-83-01 був списаний, а замість нього на Харківську дитячу залізницю був переданий угорський паровоз Кв4-039 (проєкт П24), який працював до 1990 року, і який також був оснащений радіозв'язком.
У 1957 році дитяча залізниця отримала у подарунок від Харківського заводу транспортного машинобудування імені Малишева новенький тепловоз ТУ2-125, придбаний заводом в Калузі, який отримав найменування ТЕУ3-001.

### 1960—1980-ті
У 1960-х роках замість дерев'яних пасажирських вагонів на залізницю надійшли чотиривісні суцільнометалеві вагони PAFAWAG польського виробництва, причому 2 з них — м'які.
2 серпня 1970 року завершилася реконструкція колійного розвитку дитячої залізниці «Мала Південна».
На початку 1980-х років частина з них була списана, а замість них залізниця отримала 6 вагонів ПВ51 Деміхівського машинобудівного заводу, з яких був сформований окремий поїзд, який отримав назву «Піонерський». З решти 6 вагонів PAFAWAG був сформований ще один потяг.
У 1986 році Мала Південна залізниця отримала ще один тепловоз — ТУ2-054. Цей тепловоз використовується досі.

### У незалежній Україні
Влітку 1997 року тепловоз ТЕУ3-001 був зданий на металобрухт. Приблизно тоді ж, або трохи пізніше, дорога отримала тепловоз ТУ7А-3198. Зараз тепловози ТУ2 і ТУ7А використовуються по черзі.
У 1998 році потяг «Піонерський» було перейменовано на «Барвінок», а вже у 1999 році отримав назву «Юність Південної». Потяг з 6-ти вагонів PAFAWAG отримав назву «Україна».
У 1999 році на перегоні між двома станціями був обладнаний ще зупинний пункт — платформа «Меморіал», що розташована на під'йомі, на якій потяг робить зупинку лише при відкритті та закритті залізниці, а також у святкові дні.
На зламі XX та XXI століть зі станції зник паровоз Кв4-039, який стояв разом із вантажним вагоном у тупику станції «Парк». Деталі зникнення та подальша доля паровозу — невідома.
До 60-річчя дитячої залізниці у 2000 році було проведено комплекс заходів з вокзалу на станції «Парк», шляхів та господарських споруд. У 2003 році дитяча залізниця була оснащена комплектом устаткування для комп'ютерного управління стрілками і сигналами, виготовленим фахівцями фірми «Залізничавтоматика», що дозволило управляти як з пульту чергового, так і з персонального ком'ютеру з системою АРМ.
У 2003 році переоснащено суцільнометалевий вагон PAFAWAG польського виробництва на м'який.
У 2007 році вагони PAFAWAG були капітально відремонтовані.
2010 року Харківська дитяча залізниця відзначила 70-річчя.
Навесні 2023 року було розпочато будівництво нового залізничного переїзду біля шляхопроводу для з'єднання житлового комплексу та Харківського шосе. 

#### Будівництво автомобільної дороги через Центральний парк (літо 2010 року)
У травні 2010 року в лісовому масиві на кордоні Центрального парку та Харківського лісопарку була розпочата пробивка нової автодороги, яка перетинає Малу Південну. Передбачалося, що при русі поїздів нова траса буде регулярно перекриватися шлагбаумом. За документами міськради планувалося знесення 503 дерев віком до 120 років, проте фактично було знесено понад 700 дерев. Це викликало опір громадських організацій, які протягом 3 тижнів, намагалися чинити опір знесенню дерев, влаштувавши на місці вирубки наметове містечко. В ході протистояння на неохоронному переїзді, який використовувався рідко, Малої Південної залізниці відбулась бійка між муніципальною охороною міста та протестувальниками. При цьому працівники міліції не втручалась у конфлікт, і лише по завершенню бійки затримали кілька осіб. Кілька протестувальників потрапили до лікарні. В ході громадських протестів проти вирубки дерев була створена громадська організація для захисту зелених насаджень міста — «Зелений Фронт».
5 червня 2010 року про силове протистояння муніципальної охорони і захисників лісу повідомило CNN, з відеороликом подій від 2 червня 2010 року.
Виконувач обов'язків мера Харкова Геннадій Кернес підписав розпорядження про проведення загальноміських громадських слухань на тему «Захист зелених насаджень і Лісопарку м. Харкова», які відбулись 19 червня 2010 року у приміщенні Київської районної ради у місті Харкові (м. Харків, вул. Чернишевська, 55).
23 серпня 2010 року нова автодорога була введена в експлуатацію. Змонтований переїзд через залізничні колії, встановлені ручні та автоматичні шлагбауми: «А», «Б», «В», «Г», для поїздів встановлені загороджувальні світлофори З1 і З2, побудований пост чергового. Переїзд експлуатується з обмеженням по швидкості для потягів, що прямують ним, встановлені камери відеоспостереження.

### Російські удари по інфраструктурі
8 січня 2024 року внаслідок російської атаки була пошкоджена будівля Малої Південної залізниці.
19 травня 2024 року російські окупанти знову атакували дитячу залізницю, внаслідок чого пошкодження зазнали рухомий склад та будівлі.
7 червня 2025 року російські окупанти КАБами атакували місто Харків, зокрема поблизу виробничого приміщення та депо Малої Південної залізниці. За повідомлення керівництва правління «Укрзалізниці». Внаслідок ворожої атаки загинула очільниця дитячої залізниці, ще четверо залізничників дістали поранення..

## Мала Південна сьогодні

### Експлуатаційні характеристики та залізничне господарство

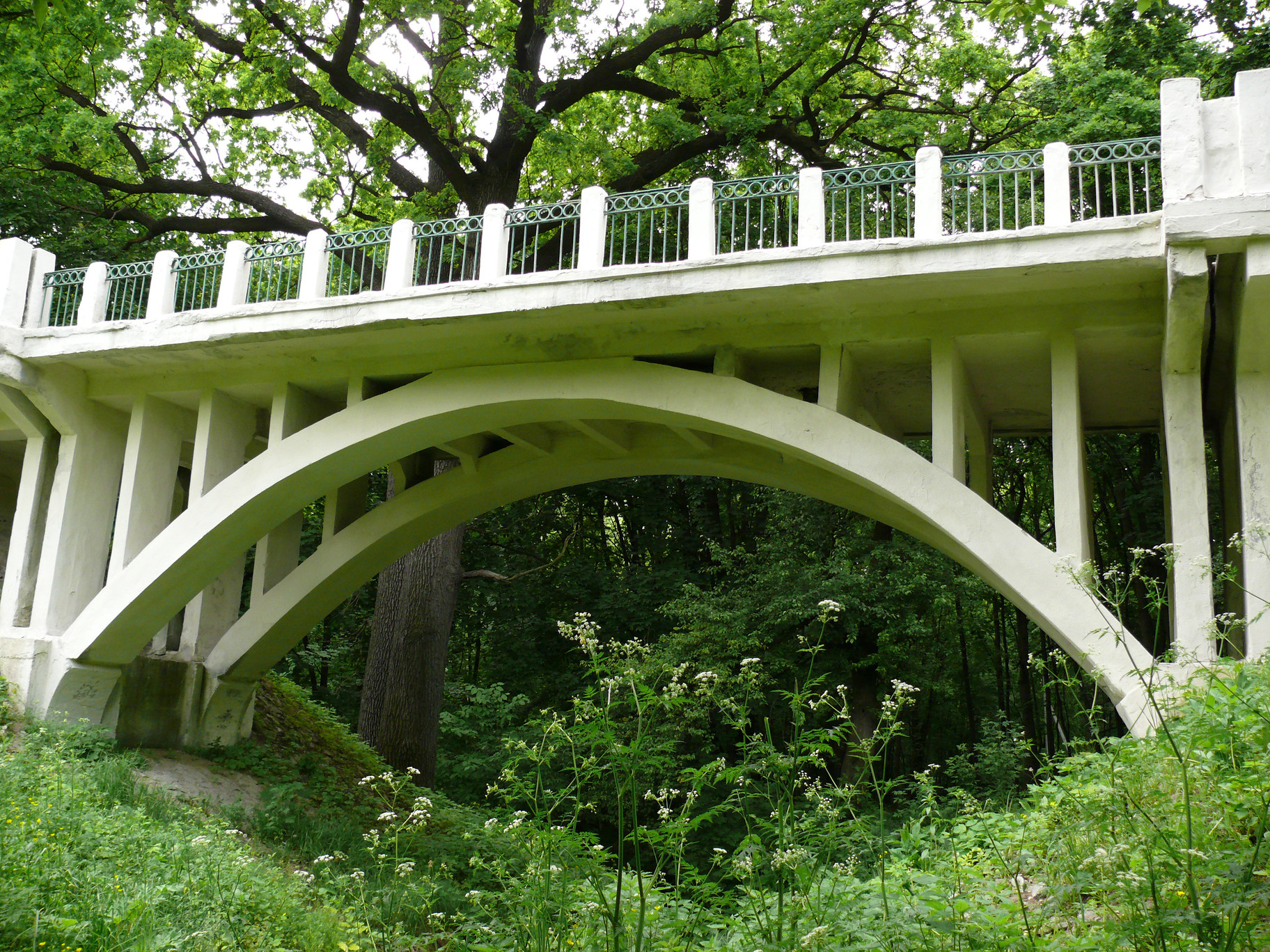
Віадук

Залізниця являє собою одноколійну окрему залізничну систему експлуатаційною довжиною 3,6 км. Ширина колії становить 750 мм (75 см).
До складу Малої Південної залізниці входять дві станції «Парк» та «Лісопарк», а також платформа «Меморіал».
- Станція «Парк» має основну та бічну колії, під'їзд до будівлі депо, а також 2 тупикові відстійні колії. Станція обладнана низькою платформою. Також існує вокзальне приміщення (архітектор Є. А. Лимар). Колійне господарство станції обладнано 3 автоматичними та 1 ручним стрілочними переводами, а також 2-ма вихідними, 1-м вхідним та 1-м маневровими світлофорами.
- Станція «Лісопарк» обладнана має основну та бічну колії. Перша з них має низьку платформу. Станція також обладнана приміщенням для касира. Станція має 1 автоматичний та 1 ручний стрілочний переводи, 1 вхідний та 2 вихідних світлофори.
- Платформа «Меморіал». Розташована поблизу Меморіалу жертвам війни. Обладнана платформою з парного боку колії.
- На перегоні Парк — Лісопарк:
  - перегін обладнано автоматичним блокуванням: по 2 прохідні світлофори в кожний напрямок шляху. З кожного боку автомобільного переїзду через колії у 2010 р. споруджено по загороджувальному світлофору.
  - серед штучних споруд наявні:
    - автомобільний переїзд через колії з автоматичними шлагбаумами та постом чергового, 2 мости та шляхопровід (вул. Дерев'янка).

### Рухомий склад

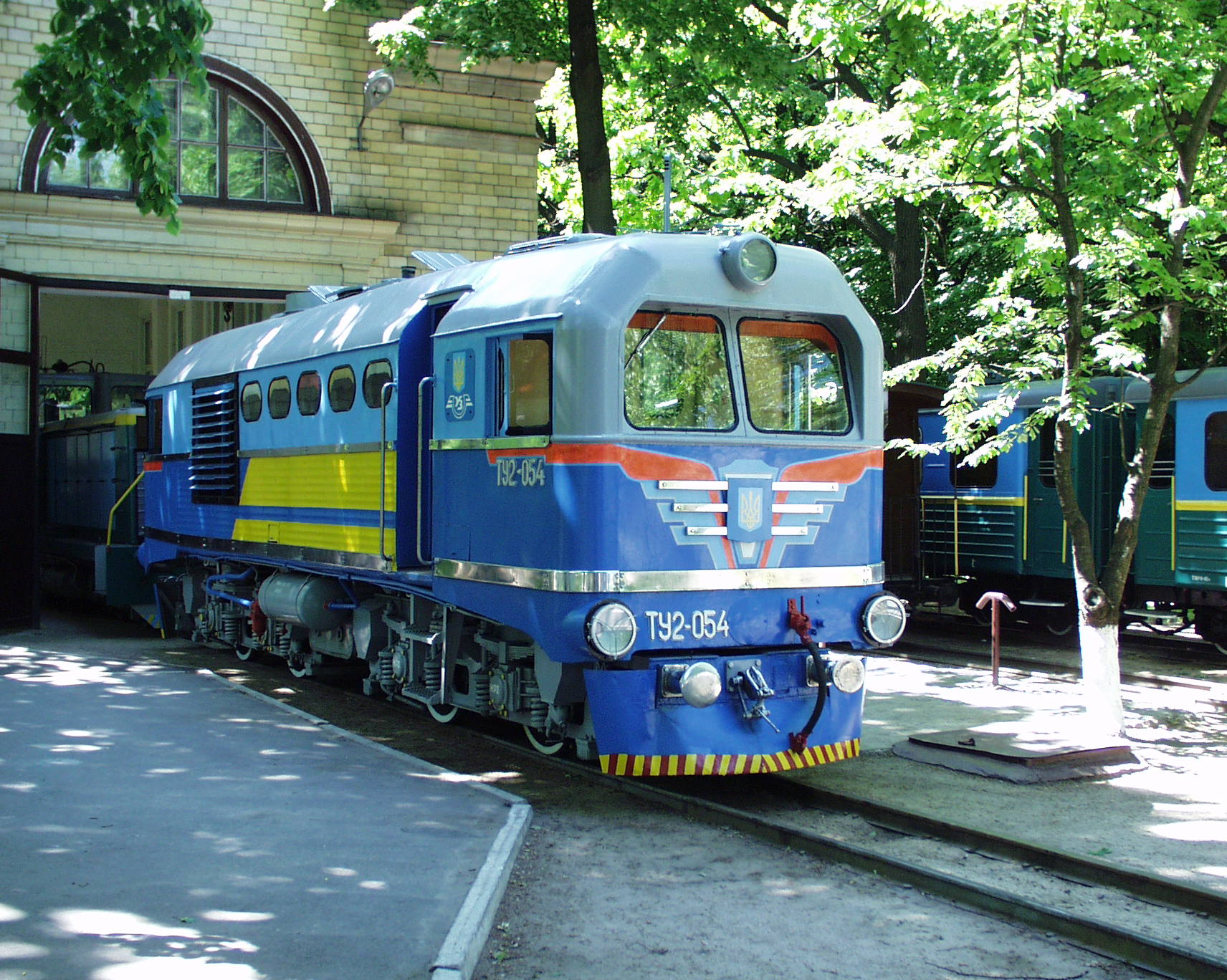
Тепловоз ТУ2-054 біля воріт депо

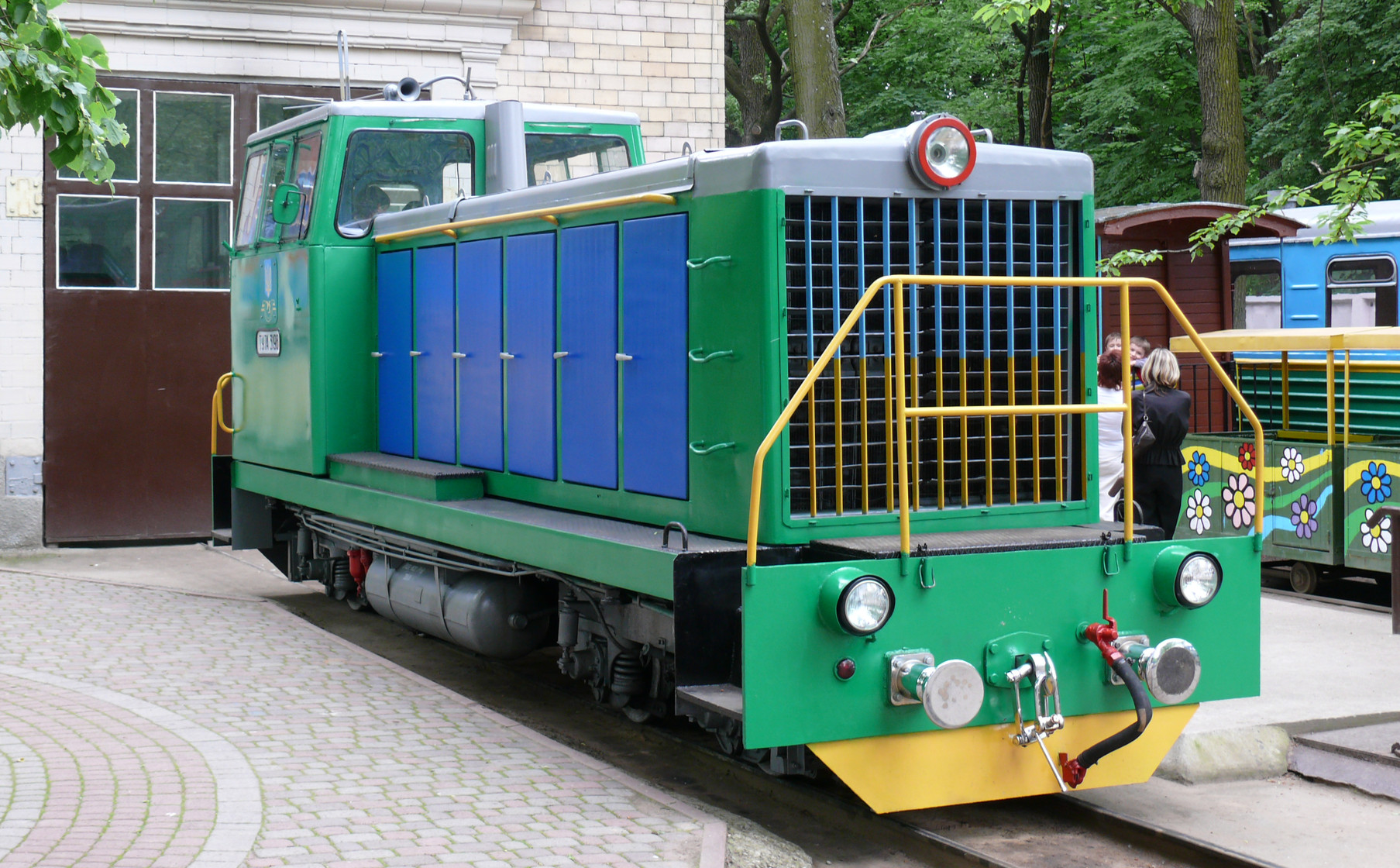
ТУ-7А-3198

- Локомотиви
  - Тепловоз ТУ2-054
  - Тепловоз ТУ7А-3198
- Пасажирські вагони
  - 6 вагонів PAFAWAG — потяг «Україна»
  - 6 вагонів ПВ40 — потяг «Юність Південної»
- Інше:
  - двовісний вантажний вагон (1910 року випуску).

## Перевезення
Рух на МПЗ здійснюється з 1 травня по 1 червня та з 1 вересня по 31 жовтня щонеділі, а з 1 червня по 31 серпня кожного дня, крім понеділка і вівторка. Недільний графік передбачає 9 пар поїздів, буденний — 6 пар, а святковий — 18 пар.
Рух здійснюється по перегону Парк-Сокольники-Лісопарк, на якому розташований проміжний зупинний пункт «Меморіал». Поїздка в обидва кінці займає 30 хв. Упродовж травня — жовтня 2019 року дитячою залізницею «Мала Південна» здійснено 624 рейси поїздом «Україна», перевезено 16647 пасажирів, з них — 7523 дитини.
Під час практики на Малій Південній відряджаються дорослі спеціалісти Південної залізниці: служби руху, вагонного господарства і машиніст.

## Навчальна робота
В комплекс споруд Малої Південної входить окремий навчальний корпус, де обладнано для навчання 6 кабінетів. Юні залізничники поділені на 6 змін, кожною з яких керує інструктор. Викладаються дисципліни: загальний курс залізниць, локомотивне господарство, колійне господарство, управління процесом перевезень, вагонне господарство. Крім інструкторів, закріплених за змінами, викладають машиніст і машиніст-інструктор. Також серед юних залізничників функціонує самоврядування - Рада юних залізничників. До складу Ради входить 5 секторів - навчально-виробничий, спорту, друку та інформації та культурно-масовий. 